# Estat de Sequoyah
L'Estat de Sequoyah fou un estat proposat per establir al Territori Indi a la part oriental de l'actual Oklahoma. El 1905, davant les propostes per posar fi als seus governs tribals, els nadius americans de les cinc tribus civilitzades a Territori Indi van proposar crear un Estat com un mitjà per mantenir el control de la seva terres. La seva intenció era tenir un estat sota la constitució i govern amerindi. L'estat proposat va rebre aquest nom en honor de Sequoyah, el cherokee que va crear un sistema d'escriptura en 1825 per a la llengua cherokee.

## Antecedents

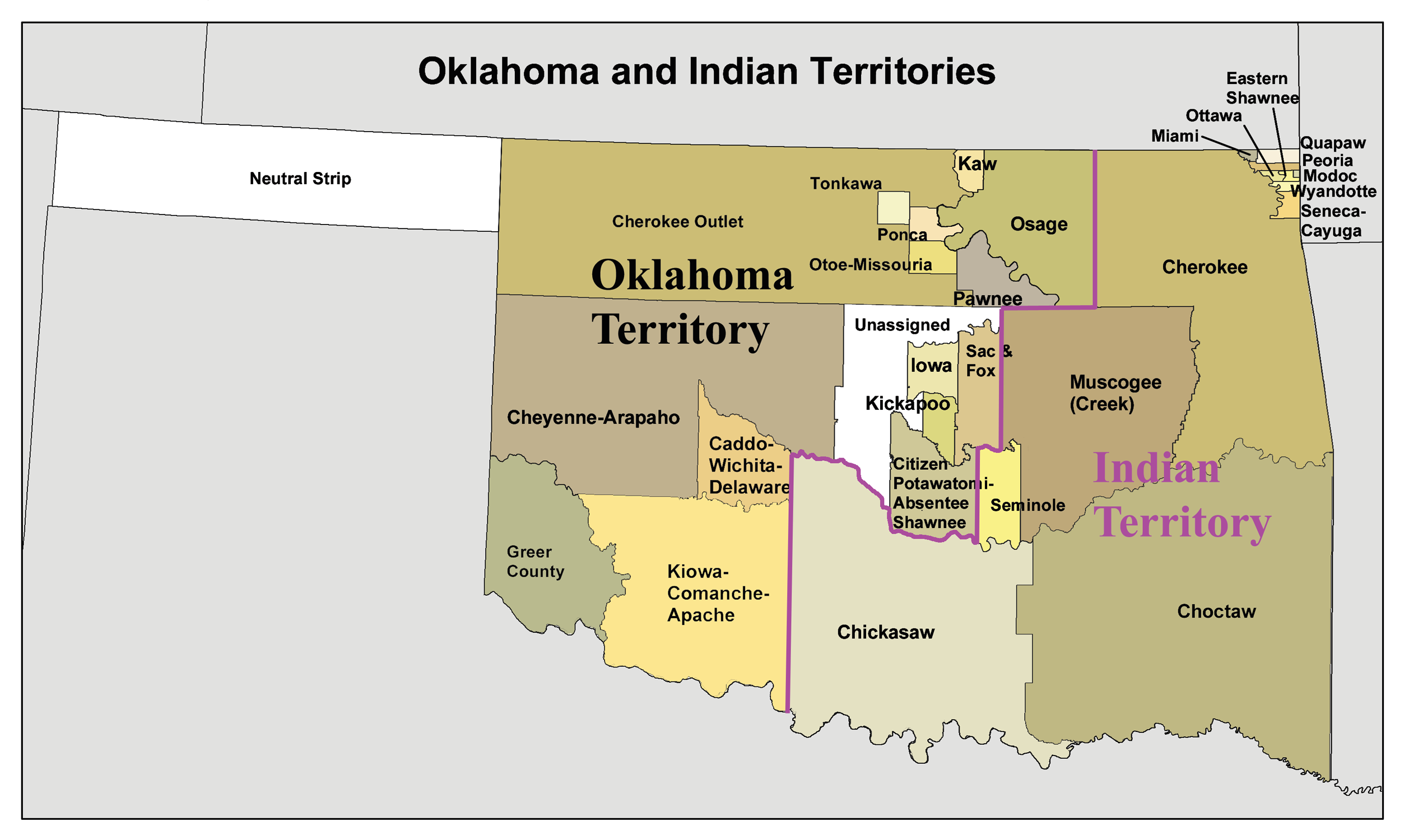
Oklahoma i Territoris Indis, 1890

A partir de 1890, la terra que ara forma l'Estat d'Oklahoma es componia de dos "Territoris Bessons:" Territori d'Oklahoma, a l'oest, i el Territori Indi a l'est. El territori indi, com el seu nom indica, tenia una gran població d'amerindis dels Estats Units, però els colons euroamericans també s'hi havien instal·lat. El territori s'havia reduït en cessions de terra requerides després de la Guerra Civil, curses de la terra i a través d'altres tractats amb els Estats Units. Al cens dels Estats Units de 1900, els nadius americans componien el 13,4 per cent de la població en el futur estat. El 1905, les cinc tribus civilitzades tenien un total de prop de 60.000 persones al territori indi, d'una població total de 600.000.
El moviment amerindi per assegurar l'estatitat del Territori Indi va començar en 1902 quan va tenir una conferència a Eufaula. Constava de representants de les cinc tribus civilitzades. Els representants es van reunir de nou en 1903 per organitzar una convenció constitucional, que se celebrarà el 1905.

## Convenció Constitucional Sequoyah
La Convenció Sequoyah es va reunir al Teatre Hinton a Muskogee el 21 d'agost de 1905.
El general Pleasant Porter, Cap Principal de la Nació Muscogee (Creek), va ser seleccionat com a president de la convenció. Els delegats electes van decidir nomenar els funcionaris executius de la cinc tribus civilitzades com a vicepresidents de la convenció: William Charles Rogers, Cap Principal dels Cherokees; William H. Murray, nomenat pel governador de la Nació Chickasaw Douglas H. Johnston per representar els chickasaws; el cap Green McCurtain de la Nació Choctaw d'Oklahoma; el Cap John Brown dels Seminoles; i Charles N. Haskell, seleccionat per a representar el Poble Muscogee (ja que el general Porter havia estat elegit president). El periodista creek Alexander Posey en fou nomenat secretari.
La Convenció va redactar una constitució, va elaborar un pla d'organització per al govern, va fer un mapa que mostra els comtats on s'estableix, i va nomenar delegats per anar al congrés dels Estats Units per sol·licitar la condició d'Estat. Les propostes de la convenció es van votar en referèndum a Territori Indi, i van rebre suport aclaparador dels votants.

## La manca d'obtenció de la condició d'estat
La delegació va rebre una freda recepció a Washington, DC, a causa de la política de partits. Els polítics de l'Est, tement l'admissió de dos estats més de l'Oest, amb un augment relatiu en el poder polític, exerciren pressió sobre el president dels Estats Units, Theodore Roosevelt. Va descartar que els territoris indígenes i Oklahoma es concedirien estatitat només com un estat combinat.
El treball de la Convenció Constitucional de l'Estat Sequoyah no es va perdre del tot. Quan els representants de Territori Indi es van unir a la Convenció Constitucional de l'Estat d'Oklahoma a Guthrie l'any següent, va portar la seva experiència amb ells. La Constitució Sequoyah serví en gran part com a base per a la constitució de l'Estat d'Oklahoma, que va néixer amb la fusió dels dos territoris en 1907.